# Bathroxena heteropalpella
Bathroxena heteropalpella är en fjärilsart som beskrevs av William George Dietz 1905. Bathroxena heteropalpella ingår i släktet Bathroxena och familjen äkta malar. Inga underarter finns listade i Catalogue of Life.